# Puerto Montt
Puerto Montt is een gemeente, regiohoofdstad en havenstad in de Chileense provincie Llanquihue in de regio Los Lagos. Puerto Montt telde 245.902 inwoners in 2017.
De stad is de zetel van het rooms-katholieke aartsbisdom Puerto Montt.

## Geschiedenis
Op 4 maart 1969 bezetten ongeveer 90 landloze arbeiders een braakliggend stuk grond om er huizen op te bouwen. Ondanks dat de plaatselijke politiechef Rolando Rodríguez Marbán de krakers had gerustgesteld dat er niet zou worden ingegrepen, gebeurde dit wel. Het bevel hiertoe kwam van de minister van Binnenlandse Zaken Edmundo Perez Zujovic. Het uiteindelijke resultaat was dat alle nieuw gebouwde huizen tot de grond werden afgebrand en 11 krakers werden doodgeschoten.
Het bloedbad van Puerto Montt en de publieke verontwaardiging die daarop volgde, waren belangrijke factoren die bijdroegen tot de nederlaag van de partij van Eduardo Frei in de Chileense presidentsverkiezingen van 1970 en werd opgevolgd door Salvador Allende's Unidad Popular. De gebeurtenissen werden later beschreven door de zanger Víctor Jara in zijn lied Preguntas por Puerto Montt.

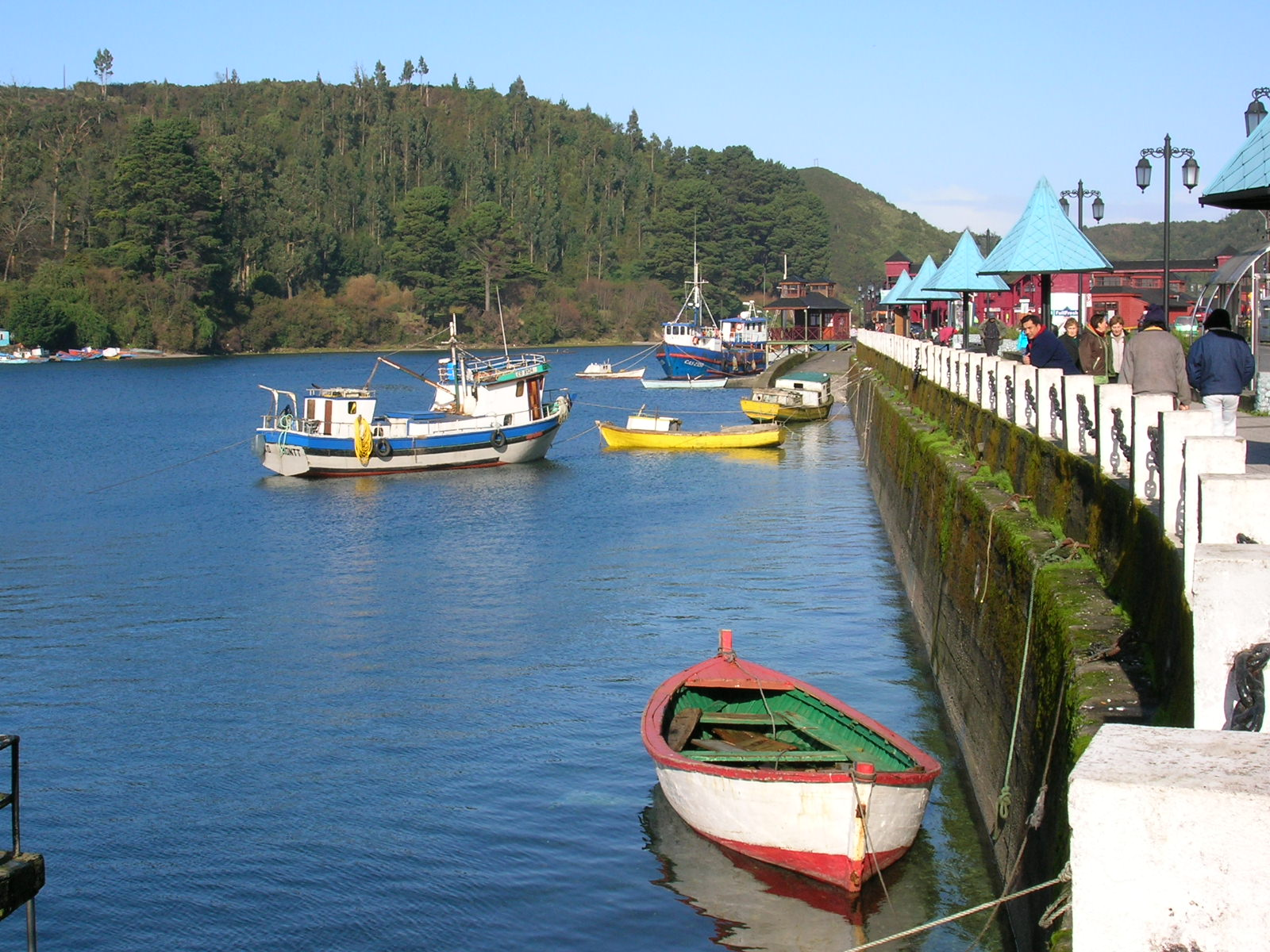
Angelmo, Puero Montt

## Stedenbanden
- Puerto Madryn (Argentinië)[1]
- Atapuerca (Spanje)[2]
- Qingdao (Volksrepubliek China)[3]
- Quebec (Canada)[4]

## Geboren
- Luis Corvalán (1916-2010), politicus
- Raúl Ruiz (1941-2011), Frans filmregisseur van Chileense afkomst